# Emanuel Poche

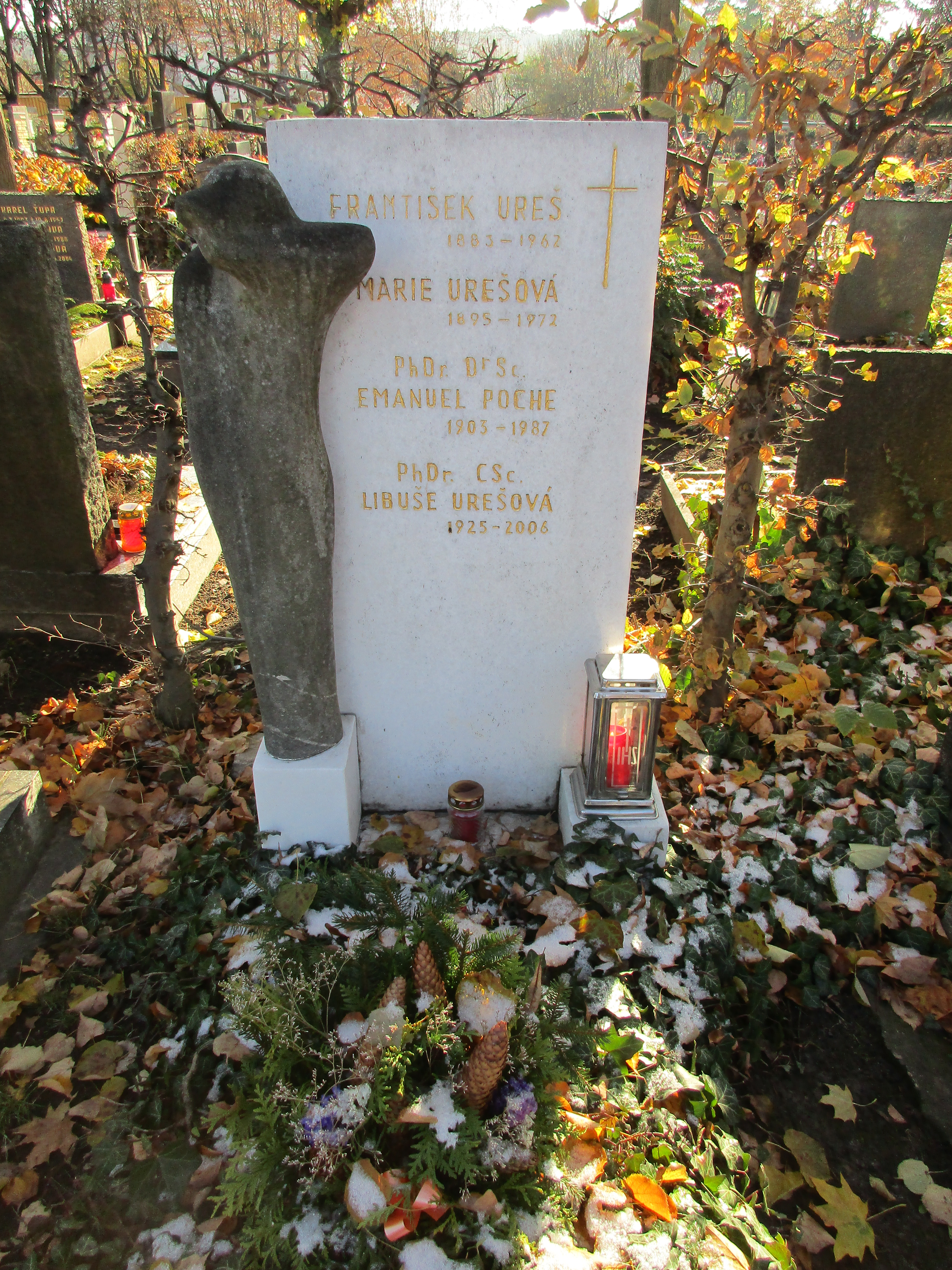
Hrob na Hřbitově Malvazinky – PhDr. Emanuel Poche DrSc. (1903–1987), český historik umění, autor řady odborných i populárních publikací.

Emanuel Jan Karel Josef Maria Poche (8. října 1903 Smíchov – 14. března 1987 Praha) byl český historik umění, autor řady odborných a populárních publikací.

## Život
Narodil se na pražském předměstí Smíchově čp. 1023, tedy na pražském předměstí čerstvě povýšeném na město, jako jediný syn poštovního úředníka, vrchního poštovního rady (od roku 1925 vládního rady) Josefa Pocheho (14. června 1864 Příbram čp. 300 – 1932) a jeho ženy Heleny, rozené Tužilové. Byl vnukem c. k. vrchního horního rady a účetního v Příbrami Emanuela Pocheho a pravnukem lesního v Drahoňově Újezdě Ignáce Pocheho.
V letech 1922–1927 vystudoval historii (profesoři Josef Pekař, Josef Šusta, Josef Vítězslav Šimák) a dějiny umění na filosofické fakultě Univerzity Karlovy u profesorů Vojtěcha Birnbauma a Karla Chytila. Disertační práci s názvem Uměleckohistorický vývoj kostela sv. Jakuba v Praze obhájil 27. června 1927 u prof. Chytila. Profesoru Vojtěchu Birnbaumovi poté dělal asistenta (1926–1928). Po roce 1928 pracoval jako úředník Státního fotoměřického ústavu při dokumentaci architektonických památek v Čechách.
Od roku 1933 pracoval v Uměleckoprůmyslovém museu v Praze, v letech 1948–1959 byl jeho ředitelem. Roku 1959 byl jako nestraník z politických důvodů sesazen, křivě obviněn z přečinů a odsouzen. V letech 1961–1979 pracoval jako vedoucí vědecký pracovník v Ústavu teorie a dějin umění Československé akademie věd. Věnoval se zejména uměleckým památkám Prahy, baroknímu sochařství a uměleckému řemeslu. Byl vědeckým redaktorem edice Umělecké památky Čech v Pražském nakladatelství Václava Poláčka.
Byl dlouholetým členem a 1946–1950 předsedou Klubu Za starou Prahu, redaktorem Věstníku pro ochranu památek (1932), redaktorem Ročenky kruhu pro pěstování dějin umění (1929–1940), spolupracovníkem Ottova slovníku naučného nové doby, členem redakční rady časopisů Ochrana památek (1952–1958) a Umění (1953–1988, šéfredaktor 1971–1977).
Jeho první manželkou byla (v letech 1939-1943) vnučka prezidenta Tomáše Garrigua Masaryka Herberta Masaryková, s níž měl dceru Charlottu (* 1940), provdanou za hudebního skladatele Petra Kotíka, která emigrovala v roce 1970 do USA a byla kurátorkou současného umění v Brooklynském museu v New Yorku, její syn – architekt usiloval o projekty pro Prahu.
Manželka PhDr. Libuše Urešová, CSc., (30. prosince 1925 Praha – 19. července 2006) byla historičkou umění, dlouholetou pracovnicí Uměleckoprůmyslového muzea v Praze. Jeden z jejich synů, Ing. arch. Martin Poche je architektem.

## Ocenění
- 1967 Cena Antonína Matějčka
- 1969 Cena hlavního města Prahy
- 1973 zlatá plaketa Františka Palackého ČSAV za zásluhy o rozvoj společenských věd
- 1978 medaile hlavního města Prahy
- 1984 Národní cena ČSR

## Spisy (výběr)
- Čtvero knih o Praze: architektura, sochařství, malířství, užité umění (editor kolektivního díla), Praha : Panorama, 1978–1988
  - díl 1. Praha středověká, 1983
  - díl 2. Praha na úsvitu nových dějin, 1988
  - díl 3. Praha národního probuzení, 1980
  - díl 4. Praha našeho věku, 1978
- Umělecké památky Čech, vedoucí autorského kolektivu, čtyři svazky (A-J, K-O, P-Š, T-Ž), Praha : Academia, 1977–1982
- Encyklopedie českého výtvarného umění, editor Sáva Šabouk, vedoucí autorského kolektivu, Praha : Academia, 1975.
- Basilika sv. Jiří na Pražském hradě, Praha : Odeon, 1974
- Pražské interiéry, Praha : Orbis, 1973, fotografie: Josef Ehm
- Praha – kamenný sen, ilustrace: Bohumír Kozák, Praha : Orbis, 1972, souběžný text v ruštině, němčině, angličtině a francouzštině
- Pražské paláce, spoluautor: Pavel Preiss, , fotografie: Zdenko Feyfar, Praha : Odeon 1973, 2. vydání 1976
- Svatovítský poklad, Praha : Odeon, 1971
- Loretánský poklad, Praha : Obelisk, 1967
- Procházky Prahou : fotografický průvodce městem, Praha : Orbis, 1966, autor fotografické části: Karel Plicka
  - 7 procházek Prahou, fotografie: Josef Ehm. Praha 1967, vyšlo též německy
- Matyáš Bernard Braun : sochař českého baroka a jeho dílna, Praha : SNKLU, 1965; 2. vydání : Odeon 1986
- Hradčany a Malá Strana, spoluautor: Zdeněk Wirth, kresby Bohumír Kozák, Praha : Orbis, 1962
- Pražský hrad, fotografie: Karel Plicka, Praha : Orbis, 1962
- Karlův most ve fotografii Josefa Sudka, fotografie: Josef Sudek, básně: Jaroslav Seifert, Praha : Státní nakladatelství krásné literatury, hudby a umění, 1961
- Uměleckoprůmyslové museum, fotografie: Josef Ehm, Praha : Orbis 1960
- Prahou včerejška i dneška, fotografie: Josef Ehm, Praha : Orbis, 1958
- František Kysela, spoluautor: Sylva Marešová, Praha : Nakladatelství československých výtvarných umělců, 1956.
- Český porcelán, Praha : Orbis, 1954
- Prahou krok za krokem, Praha : 1. vydání Orbis, 1948, ilustroval Cyril Bouda;
  - přepracovaná a doplněná vydání Orbis s ilustracemi C. Boudy: dvě 1958, 1963
  - 5. vydání Panorama 1985, ilustrovala Hermína Melicharová
  - vydání Paseka (doplnil editor Martin Poche): Praha a Litomyšl 2001, ISBN 80-7185-373-9
- Zmizelá Praha. Díl 4 : Vyšehrad a zevní okresy Prahy, spoluautor: Zdeněk Wirth, Praha : Pražské nakladatelství V. Poláčka, 1947
  - 2. vydání: Praha ; Litomyšl : Paseka, 2002, ISBN 80-7185-546-4
- Karlův most, spoluautor Kamil Novotný, fotografie: Josef Ehm, Praha : Pražské nakladatelství V. Poláčka, 1947
- Klášter v Břevnově, spoluautoři: Oldřich J. Blažíček, Jan Čeřovský, Praha : Pražské nakladatelství V. Poláčka, 1944
- Kostel a klášter svatého Jakuba v Praze, Praha : Nakladatelství "U sv. Jindřicha", Bohuslav Rupp, 1942, fotografie: Rudolf Bruner-Dvořák
  - druhé vydání: Praha : Výtvarný odbor Umělecké besedy, 1944
- Pražské portály, Praha : Pražské nakladatelství V. Poláčka, 1944
  - druhé vydání 1947
- Václav Levý, Praha : SVU Mánes, 1943
- Soupis památek historických a uměleckých v republice Československé. A, Země česká. Sv. 48., Politický okres Dvůr Králové, Praha : Archeologická komise při České akademii věd a umění, 1937
- Česká umělecká litina, Praha : Generální ředitelství československých hutí, třicátá léta 20. stol.
  - 2. vydání: Praha : Národní technické museum 1957